# Hipódromo de Agnano
El Hipódromo de Agnano (en italiano: Ippodromo di Agnano) está situado en la ciudad de Nápoles, en Italia. Es uno de los hipódromos más antiguos y famosos de Italia, destinado principalmente a las carreras de caballo, al trote, al galope y al salto.
A nivel internacional, es conocido sobre todo por ser sede del Gran Premio Lotteria di Agnano, una de las carreras de trote más importantes.

## Instalación
El hipódromo posee un aforo para 30.000 espectadores. En el parterre se encuentran un bar, un restaurante y la sala de apuestas.
Alberga el "Museo Ippodromo di Agnano" (MIA), una exposición de arte contemporáneo con obras temáticas de varios artistas locales.
En el recinto se celebran también conciertos y eventos de varios tipos, entre los cuales: la Settimana napoletana del cavallo (Semana napolitana del caballo), donde se otorgan los premios Cavallo del anno (Caballo del año) y Fantino dell'anno (Yóquey del año); el Ippocity summer camp, dedicado a los menores; el Villaggio la Fiesta, una kermés de música y deporte.

## Pistas
El área de las pistas tiene una extensión de aproximadamente 204.000 m² para el trote y el galope, 126.000 m² para las pistas de entrenamiento, 39.000 m² para los establos, áreas de comida y servicios.

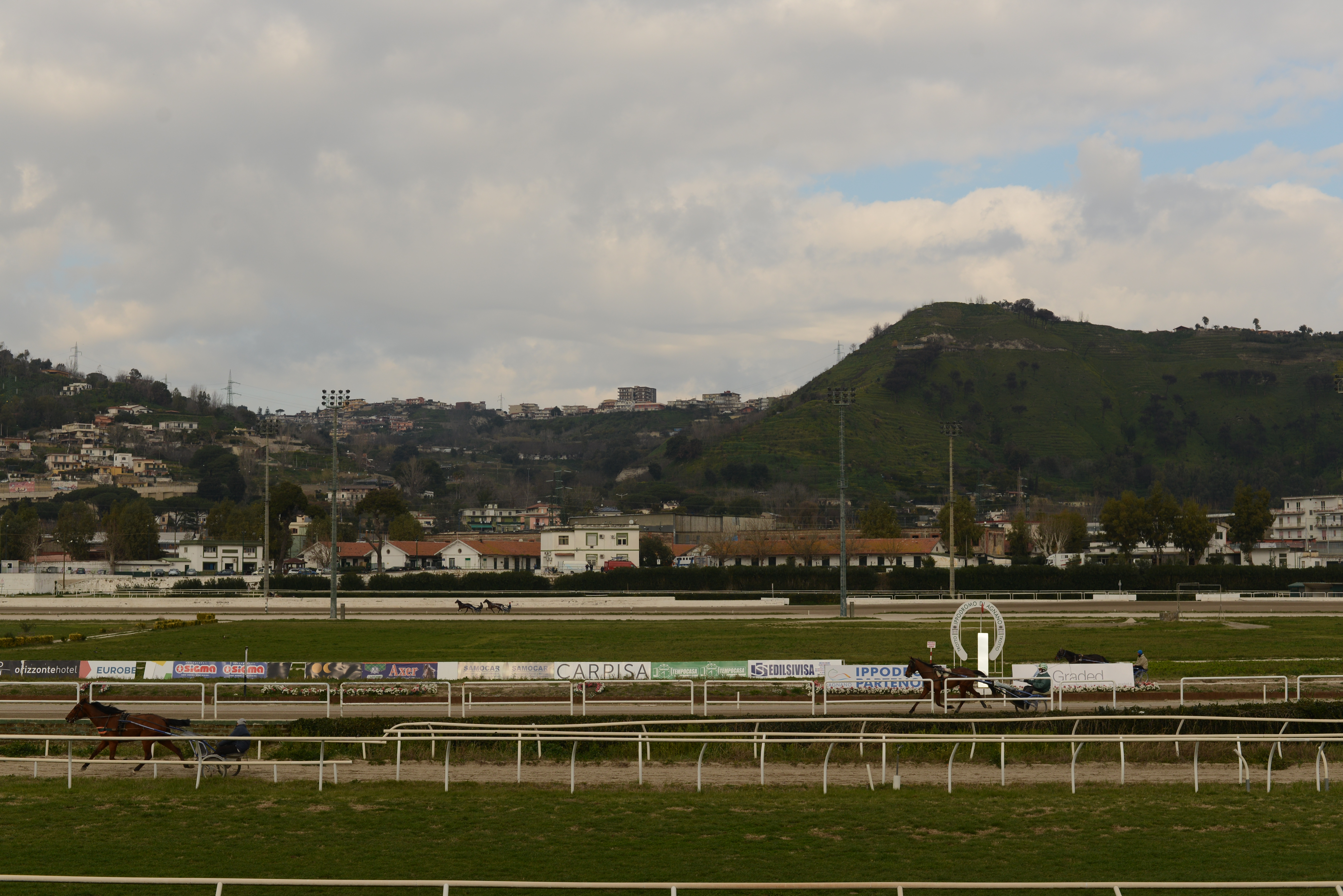
Pistas

La pista del galope es de césped, de forma circular y mide 2.436 m con una recta final de unos 800 m, y con pista recta de unos 1000 m. La pista del trote, de arena, es un óvalo de 1000 m de longitud. Además hay tres pistas de calentamiento y entrenamiento de césped y arena.

## Ubicación
El hipódromo está situado en el barrio de Agnano, entre la reserva natural de Astroni y las Termas de Agnano.

## Acceso
- Tangenziale di Napoli, salida Agnano;
- Líneas de autobús: 502, C2, C5, C14.